# Ilja M. Frank
Ilja Michajlovitj Frank (ryska: Илья Михайлович Франк), född 22 oktober 1908 i Sankt Petersburg, död 22 juni 1990 i Moskva, var en sovjetisk fysiker.

## Biografi
Frank var professor vid P. N. Lebedevinstitutet för fysik i Moskva. Han arbetade med fotoluminiscens hos lösningar, fotokemi och kärnfysik.
Han tilldelades 1958, tillsammans med Pavel Tjerenkov och Igor Tamm, Nobelpriset i fysik "för upptäckten och tolkningen av Tjerenkoveffekten". Den beskriver en särskild strålning som uppstår när partiklar rör sig snabbare än ljus i ett medium, en effekt vilket enbart kan ske i medier (inte i vakuum).